# Carlos Rivera (ur. 1979)
Carlos Rubén Rivera Moulton (ur. 30 maja 1979 w Panamie) – panamski piłkarz występujący na pozycji obrońcy.

## Kariera klubowa
Rivera zawodową karierę rozpoczynał w 2003 roku w klubie Árabe Unido. W 2004 roku przeszedł do San Francisco FC. Na początku 2005 roku trafił do kolumbijskiego Independiente Medellín. Latem tego samego roku odszedł do irańskiego Persepolis. W 2006 roku dotarł z nim do finału Pucharu Iranu, jednak Persepolis przegrało tam 2:4 z Sepahanem.
W 2006 roku Rivera wrócił również do San Francisco FC. W tym samym roku zdobył z nim mistrzostwo Panamy. W 2007 roku odszedł do Tauro FC, z którym zdobył w tym samym roku mistrzostwo Apertura. W 2008 roku powrócił do San Francisco FC. W 2008 roku oraz w 2009 roku zdobył z nim mistrzostwo Apertura, a w 2010 roku wywalczył wicemistrzostwo Clausura.

## Kariera reprezentacyjna
W reprezentacji Panamy Rivera zadebiutował w 2004 roku. W 2005 roku został powołany do kadry na Złoty Puchar CONCACAF. Zagrał na nim w pojedynkach z Kolumbią (1:0), Trynidadem i Tobago (2:2), Hondurasem (0:1), RPA (1:1, 5:3 w rzutach karnych), ponownie z Kolumbią (3:2) oraz Stanami Zjednoczonymi (0:0, 1:3 w rzutach karnych). Tamten turniej Panama zakończyła na 2. miejscu.
W 2007 roku Rivera ponownie wziął udział w Złotym Pucharze CONCACAF. Wystąpił na nim w 4 meczach: z Hondurasem (3:2), Kubą (2:2), Meksykiem (0:1) i Stanami Zjednoczonymi (1:2). W meczu z Hondurasem strzelił także gola. Z tamtego turnieju Panama odpadła w ćwierćfinale.
W 2009 roku po raz trzeci znalazł się w drużynie na Złoty Puchar CONCACAF. Zagrał tam w spotkaniach z Meksykiem (1:1) oraz Nikaraguą (4:0), a Panama ponownie zakończyła turniej na ćwierćfinale.